# Palazzo Malipiero
Palazzo Malipiero, anticamente chiamato "la Ca' Granda de' San Samuel" per le notevoli dimensioni, è un palazzo di Venezia ubicato nel sestiere di San Marco, in prossimità di Palazzo Grassi e affacciato sul Canal Grande.
I proprietari nei secoli sono stati innumerevoli e non tutti noti, tra loro si ricordano: i Soranzo, che probabilmente lo edificarono, i Cappello, i Malipiero, che lo ingrandirono fino a dargli l'attuale struttura, e i Barnabò.
L'edificio, sorto in epoca bizantina, ha una struttura molto articolata, dovuta al fatto che ogni proprietario ha adattato il palazzo alle proprie esigenze e ai propri gusti, facendo confluire in esso una grande varietà di stili architettonici.

## L'edificio e la sua storia

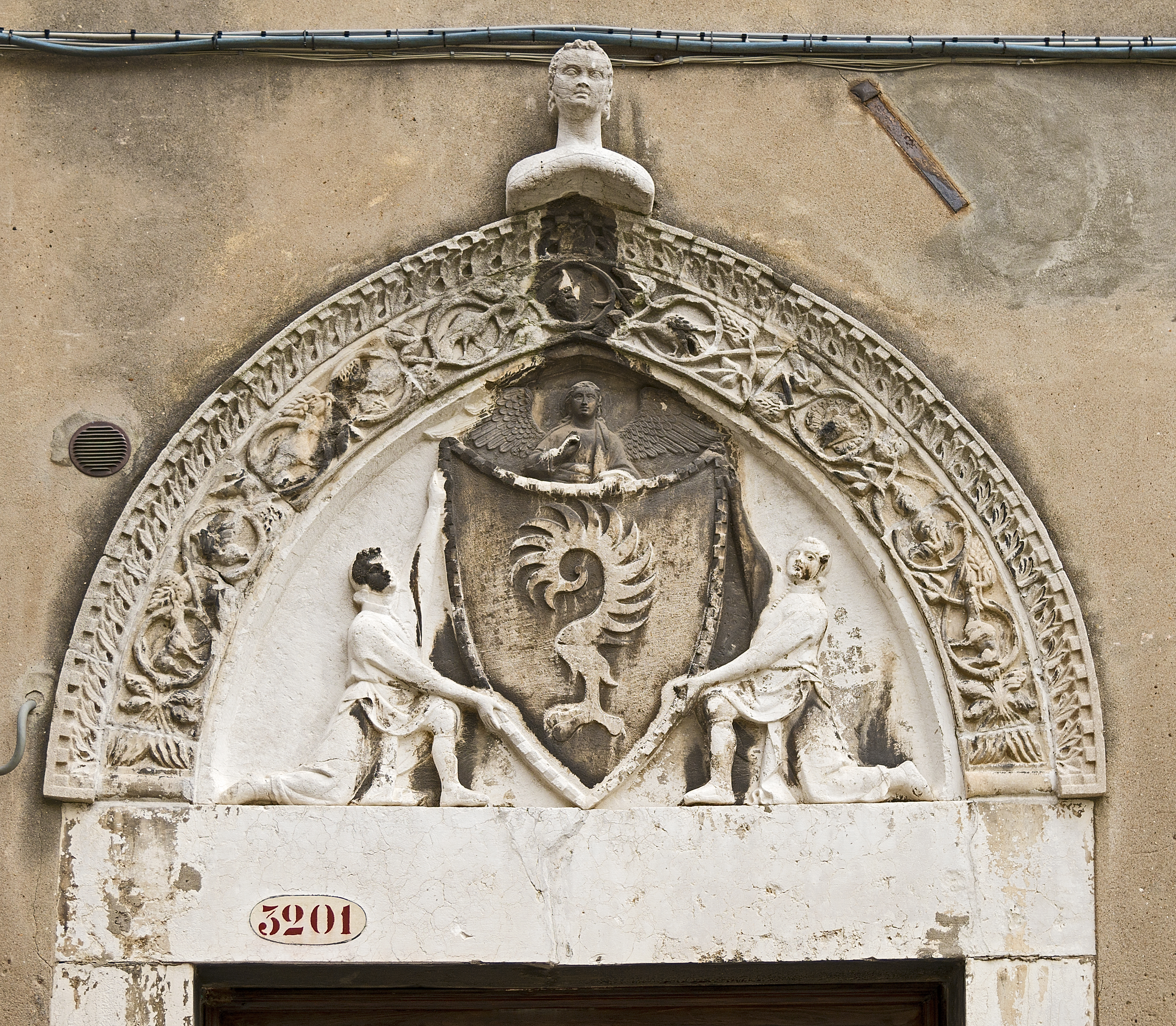
L'arma dei Malipiero

Costruito in stile bizantino probabilmente tra il X e l'XI secolo dai Soranzo, famiglia di antichissime origini molto attiva nei commerci, che aveva tra l'altro edificato, assieme ai Boldù, la prospiciente chiesa di San Samuele.
Il Palazzo, sopraelevato di un piano nel XIII secolo secondo la moda del tempo, passò attorno al 1465, per via matrimoniale, ai Cappello, un'altra famiglia dedita ai commerci e probabilmente già in affari con i Soranzo.
Verso il 1590 i Malipiero divennero inquilini dei Cappello e pochi anni dopo Caterino Malipiero, a seguito del matrimonio con Elisabetta Cappello e di successivi acquisti, ottenne la proprietà di tutto l'edificio. 
A lui si devono alcuni restauri ed ampliamenti testimoniati dalla data 1622 e dalla sigla K. M. - Caterino Malipiero - incise in un rilievo sopra il portone d'accesso al nuovo grande androne verso il Campo e la Chiesa di San Samuele nel quale compare l'orgogliosa arma con artiglio di gallo del casato. Forte nella famiglia era poi la presenza di uomini d'arme, si ricorda per esempio Guido Malipiero "de' la Ca' Granda de' San Samuel" (Palazzo Malipiero), primo Bailo veneto a Corfù cui venne dedicata, dai corfioti riconoscenti, la piccola isola di fronte al porto della città che fino alla fine della dominazione veneziana venne chiamata "Scoglio Malipiero" e ancor oggi è chiamata in greco Vido (presumibilmente da Guido Malipiero).
Attorno al 1725 i Malipiero dettero inizio a imponenti lavori di restauro e ingrandimento, grazie ai quali il Palazzo ha assunto l'aspetto compatto e omogeneo di oggi. 
Il Palazzo dei Cappello e dei Malipiero, per quattro secoli vincolato alle successioni familiari con continuità di possesso subì, dopo l'estinzione della casata dei Malipiero nel 1778 e per tutto l'800, le stesse sorti di un gran numero di palazzi di patrizi veneziani passando di mano in mano a seguito di molteplici cessioni.
Questi passaggi di proprietà accentuarono gravemente la decadenza dell'edificio, fino all'acquisto da parte di Alessandro Marco Barnabò il quale, impegnatosi in un consistente restauro attorno al 1951, restituì al Palazzo ed al suo interno un assetto settecentesco.
A fine del 2022 Marco Barnabò Jr ha ceduto la sua porzione di proprietà comprendente la gran parte del Piano Nobile, l'Androne d'entrata, riva d'acqua assieme al giardino monumentale di Palazzo Malipiero. Questa porzione sembra esser stata acquistata da un nuovo proprietario egualmente degno di dedicare al Palazzo la cura che vi dedicarono i suoi precedenti custodi.

## Giacomo Casanova e i Malipiero di San Samuele
Si hanno poche informazioni riguardo agli eventi che si svolsero nel Palazzo anche se è certo che i Cappello sul finire del '400, assieme agli affari, si dedicarono molto attivamente alla nascente editoria, dando alle stampe nei magazzini contigui al Palazzo di San Samuele numerosi volumi con il loro marchio.
Sappiamo inoltre che la Parrocchia di San Samuele, a causa della costruzione di due teatri (il San Samuele e il Sant'Angelo), avvenuta tra il 1656 e il 1676, entrambi frequentatissimi e di grande successo, vide modificarsi il tessuto urbano del quartiere che cominciò a essere abitato da quanti gravitavano intorno ai teatri: attori, autori e impresari. Ciò ebbe la sua influenza anche su Palazzo Malipiero.
È noto, ad esempio, che Giacomo Casanova, nato in Calle della Commedia (ora rinominata Calle Malipiero) in un edificio adiacente a Palazzo Malipiero, lo frequentò assiduamente dal 1740, essendo entrato in confidenza col senatore Alvise II Malipiero detto Gasparo.
Qui ebbe l'occasione di tessere una serie di rapporti con personaggi autorevoli e con un buon numero di dame, fino al giorno in cui fu sorpreso in atteggiamenti troppo intimi in compagnia di Teresa Imer, una giovane di cui l'anziano Alvise II si era invaghito. In seguito a ciò il giovane Giacomo fu scacciato dal palazzo in malo modo. Malgrado la disavventura, Casanova ci ha lasciato di Alvise II Malipiero, nel suo Storia della mia vita un ritratto vivace e significativo per il contributo che esso arreca alla storia del costume veneziano del '700. Anche Carlo Goldoni, che abitò nella vicina Corte del Duca vicino al padre di Teresa, Giuseppe Imer, notissimo impresario teatrale, fu probabile ospite del Senatore Alvise.
In questa singolare atmosfera di frenesia i Malipiero languirono fino ad estinguersi in una passiva decadenza. La scomparsa poi dei teatri nell'800 finì per completare quanto iniziato con la caduta della Serenissima avvolgendo la Parrocchia ed il Palazzo nel silenzio.
A Palazzo Malipiero muore nel 1948 il compositore veneziano Ermanno Wolf-Ferrari, appena tornato dall'esilio in Svizzera che si era autoimposto durante la seconda guerra mondiale.
È comunque solo attorno al 1950, grazie alla fondazione del Centro di Palazzo Grassi, che questo angolo di Venezia ha recuperato parte del suo dinamismo culturale. Anche Palazzo Malipiero vi ha contribuito ospitando dal 1986 lo Studio d'Arte Barnabò e dal 1991 la sede della casa editrice di prodotti multimediali Il Tridente, vedi http://www.tridente.it. Più di recente, Palazzo Malipiero, dal 1999, ospita il padiglione ufficiale della Repubblica di Slovenia alla Biennale di Venezia e dal 2011 il padiglione ufficiale della Repubblica di Montenegro, oltre che molte altre mostre d'arte.  Nel Palazzo, attualmente, è stato dedicato a Giacomo Casanova un museo che porta il suo nome e nel quale viene ricostruita e raccontata la storia dello sviluppo architettonico (brevemente riassunto di seguito) e degli eventi dell'edificio nei suoi 10 secoli di esistenza.

## Lo sviluppo architettonico

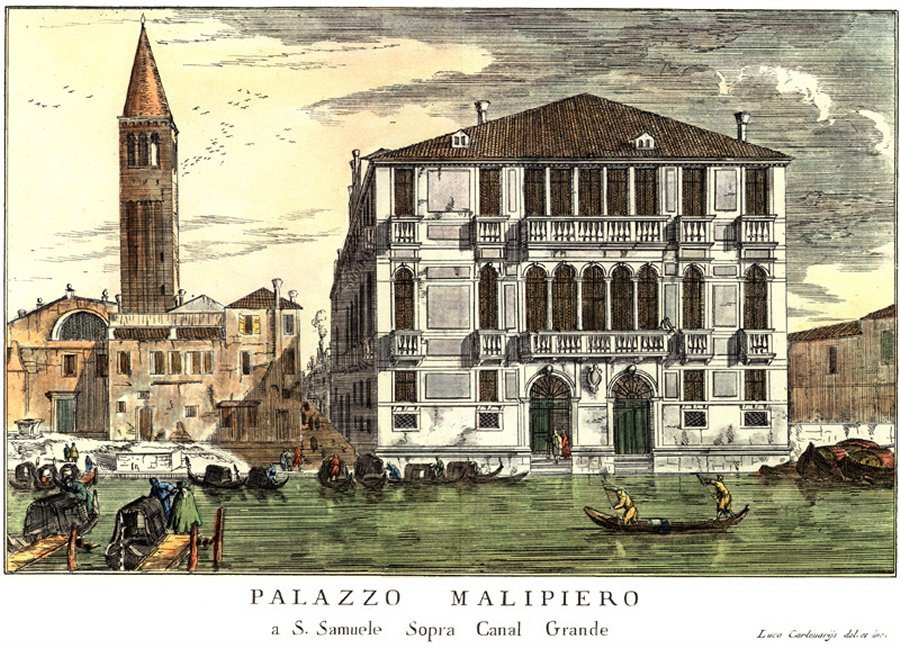
Luca Carlevarijs: veduta di Palazzo Malipiero sul Canal Grande

La Ca' Grande di San Samuele è dotata, come tutti i palazzi veneziani, di due piani principali sovrapposti, ma in questo caso ognuno è servito da una propria scala, porta d'acqua e porta sulla calle, indipendenti. 
Al secondo piano nobile si accede attraverso il più antico portale bizantino, mentre, dalla porta principale si accede al grande atrio seicentesco, che conduce al maestoso appartamento del primo piano nobile a cui sono annessi un grande cortile monumentale, la porta sul canale e il contiguo giardino settecentesco.
L'architettura del Palazzo rispetta nel suo sviluppo la tradizione di molti palazzi veneziani, con la libertà e l'armonia progressiva di strutture tipica della città. L'edificio rivela, infatti, i segni stilistici della sua multipla nobiltà architettonica, indici di tre epoche sovrapposte l'una all'altra: la bizantina, la gotica e la sei-settecentesca.
Il Palazzo venne edificato, assieme ad alcuni edifici retrostanti, dai Soranzo tra il X e XI secolo in stile veneto-bizantino, come proverebbero il grande portale (al civico 3201) e la quadrifora con archi a schiena d'asino (oggi inglobata nella successiva fabbrica gotica), situati nel prospetto rivolto verso la Chiesa di San Samuele.
Verso la metà del '300 sempre i Soranzo aggiunsero all'antica loro Ca' Grande un secondo piano, come rivelano le forme archiacute delle finestre. La nuova parte gotica si adattò così al sottostante piano a loggia, rispettando e incorporando elementi della costruzione bizantina.
Dopo la metà del '500 poi, i Cappello decisero di operare un ampliamento del Palazzo, prima di allora avente un impianto visibilmente più stretto e corto, sfruttando uno spazio vuoto sul lato del giardino che portò la facciata sul Canal Grande ad assumere l'attuale larghezza.
L'ampliamento del Palazzo continuò con Catterino Malipiero, che nel 1622 portò a termine la costruzione di un nuovo ampio androne d'accesso (il 3200) all'appartamento del primo piano nel luogo dove prima vi era un piccolo palazzetto appoggiato posteriormente a quello sul Canal Grande.
Nella seconda metà del '600 il Palazzo, con il suo aspetto architettonico che ignora il barocco, è tra i più ricchi e significativi di Venezia.
Prima della metà del '700, infine, i Malipiero portarono a termine, seguendo un articolato progetto ora perduto, un'ulteriore vasta ristrutturazione con l'intento di dare al loro Palazzo una ancora più ampia e degna forma.
Il Palazzo fu quindi unito, eliminando la calle che li divideva, all'edificio posto sul lato posteriore unificandone l'aspetto sulla facciata verso il campo.
Oltre a ciò ampliarono il giardino, inglobando anche parte del Ramo Malipiero che costeggiava il Palazzo, e crearono così un nuovo asse prospettico che dall'entrata principale sul campo portava al giardino attraverso il cortile.
Ciò è testimoniato chiaramente da una riproduzione del Palazzo realizzata dal Carlevarijs attorno al 1718. Nella veduta si nota chiaramente come il lato del Palazzo verso la chiesa risulti terminare subito dopo le due porte d'accesso e non, come oggi, una trentina di metri dopo.
Dalla stampa si nota inoltre come dopo queste porte l'edificio fosse delimitato da una calle, detta Malipiero, oggi scomparsa (anche se nel '900 il toponimo fu recuperato cambiando nome alla vicina Calle della Commedia) ove era nato Giacomo Casanova.
Nell'800 il Palazzo venne forse trascurato ma si conservò intatto nel suo impianto settecentesco ed è solo con l'inizio del '900 che cominciarono alcuni lavori di recupero, fino a quando la famiglia Barnabò non restituì definitivamente al Palazzo, attraverso il radicale restauro eseguito negli anni cinquanta, sotto la supervisione di Nino Barbantini,  l'antico aspetto al suo interno ed al suo unico giardino.

## Il giardino
Il giardino di Palazzo Malipiero sorse, con molti altri, alla fine del secolo XVIII, contemporaneamente al fenomeno della scomparsa dalle aree marginali della città dei grandi giardini di palazzo, sostituiti dall'espansione industriale, residenziale e produttiva.
Probabilmente a causa della tipologia dell'edificio, caratterizzata da un grande androne passante dal campo alla corte orientato trasversalmente rispetto all'ingresso del canale, l'impianto del giardino è molto originale: l'area, segnata da un semplice disegno a scomparti in bosso, si allunga sul fianco del palazzo con un doppio sistema di allineamento verso la corte e verso il Canal Grande.
Se quindi dal Canal Grande il giardino risulta diviso in due parti speculari, con il punto focale che coincide con la fontana rappresentante il Ninfeo d'Ercole, entrando in giardino dall'androne seicentesco si coglie appieno la visione prospettica che collega l'androne stesso alla fontana e il grandioso Nettuno inserito nella parete opposta del giardino.
Alla scenografia del giardino contribuisce sensibilmente dalla fine dell'800 un ricco arredo statuario.  Inoltre l'utilizzo del bosso, con i suoi toni cromatici scuri ed intensi e la sua sapiente potatura, impreziosisce lo scenario e ne accentua la teatralità.
Ad esso si dedicò, con grande affetto, Anna Guglielmi (vedova Barnabò, deceduta nel 2016) che impreziosì l'impianto settecentesco ponendo al centro di un piano floreale la magnifica vera da pozzo nuziale Malipiero-Cappello, vivida testimonianza dell'unione dei Cappello con i Malipiero, con l'arma dei Malipiero, sui cui lati opposti sono inoltre raffigurate le sembianze dei due sposi, Caterino e Elisabetta.
Essa profuse, per anni, i suoi sforzi riempiendo il giardino di ogni varietà di rose (da lei scelte presso il vivaio Vanderborre e riprese lo sforzo della famiglia Barnabò di traghettare il giardino dal precedente impianto tardo romantico ottocentesco, con la facciata laterale del Palazzo tutta coperta da edera, ad un giardino fiorito in primavera così riportandolo a riscoprire l'antico aspetto molto ammirato da tutti i visitatori di oggi.